# Linköpings garnison
Linköpings garnison är en garnison inom svenska Försvarsmakten som verkat i olika former sedan 1800-talet. Garnisonen är sedan 1998 helt koncentrerad till Malmslätt i Linköping.

## Historia
Östgöta trängkår var det första förbandet som förlades till kaserner i Linköping vilka byggdes 1909-1911. 
År 1922 förlades Första livgrenadjärregementet och Andra livgrenadjärregementet till ett nyuppfört dubbelkasernområde i sydvästra delen av staden. År 1927 upplöstes de två regementen och sammanfördes till Livgrenadjärregementet. År 1985 lämnades kasernområdet vid Kaserngatan, då samtliga förband inom staden koncentrerades till dubbelkasernområdet. Garnisonen kom att husera förband ur artilleriet, infanteriet, luftvärnet och trängtrupperna, samt staber och truppslagsskolor. Genom försvarsbeslutet 1996 kom samtliga amréförband i garnisonen att upplösas och avvecklas. Efter att Försvarsmakten lämnade dubbelkasernområdet på Regementsgatan kom det att omvandlas från militär förläggning till ett civilt rättscentrum, med bland annat Polisen i Östergötland, Nationellt forensiskt centrum (NFC), Rättsmedicinalverket (RMV), Linköpings tingsrätt, Åklagarmyndigheten Öst, Kriminalvården Öst. Sedan 1998 kom Försvarsmaktens kvarvarande verksamhet verka från Malmslätt ditt garnisonen sedan dess även är helt koncentrerad till.

## Djurgårdsgatan

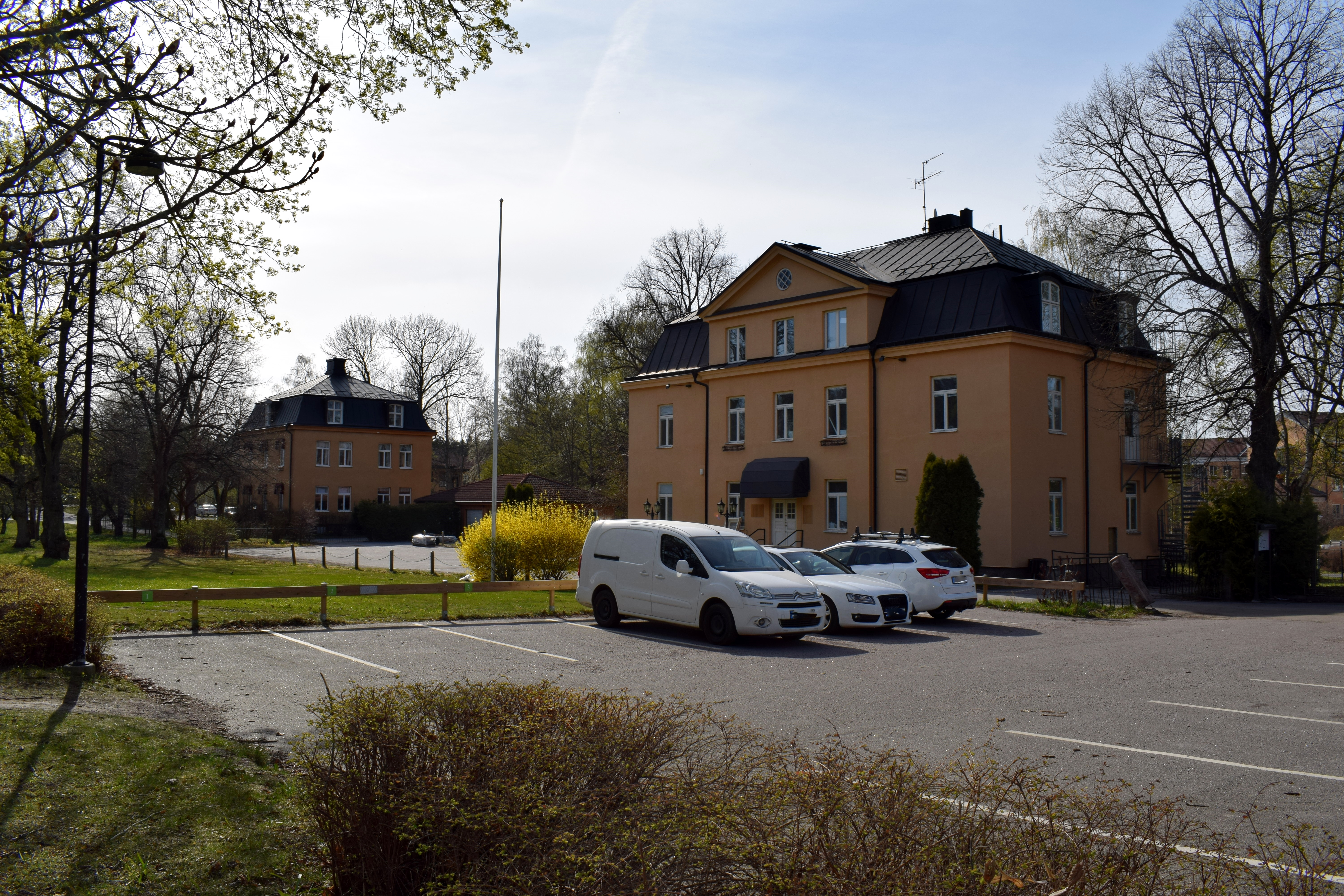
Djurgårdsgatan 56-58

På Djurgårdsgatan 56 uppfördes en underofficersmäss för Östgöta Trängkår (senare Svea Trängregemente), vilken försvaret lämnade 1961 och kom fram till 2007 fungera som festvåning för privatpersoner. År 1967 uppfördes på Djurgårdsgatan 97 en ny fastighet för Soldathemmet, som då fick namnet Nya soldathemmet. Soldathemmet upphörde med sin verksamhet i samband med att värnpliktsutbildningen i Linköping upphörde. Idag återfinns på området Filadelfiaförsamlingen (se även Evangeliska Frikyrkan), som har byggt till med byggnader för en kyrka samt fritidsverksamheter.

## Garnisonsvägen

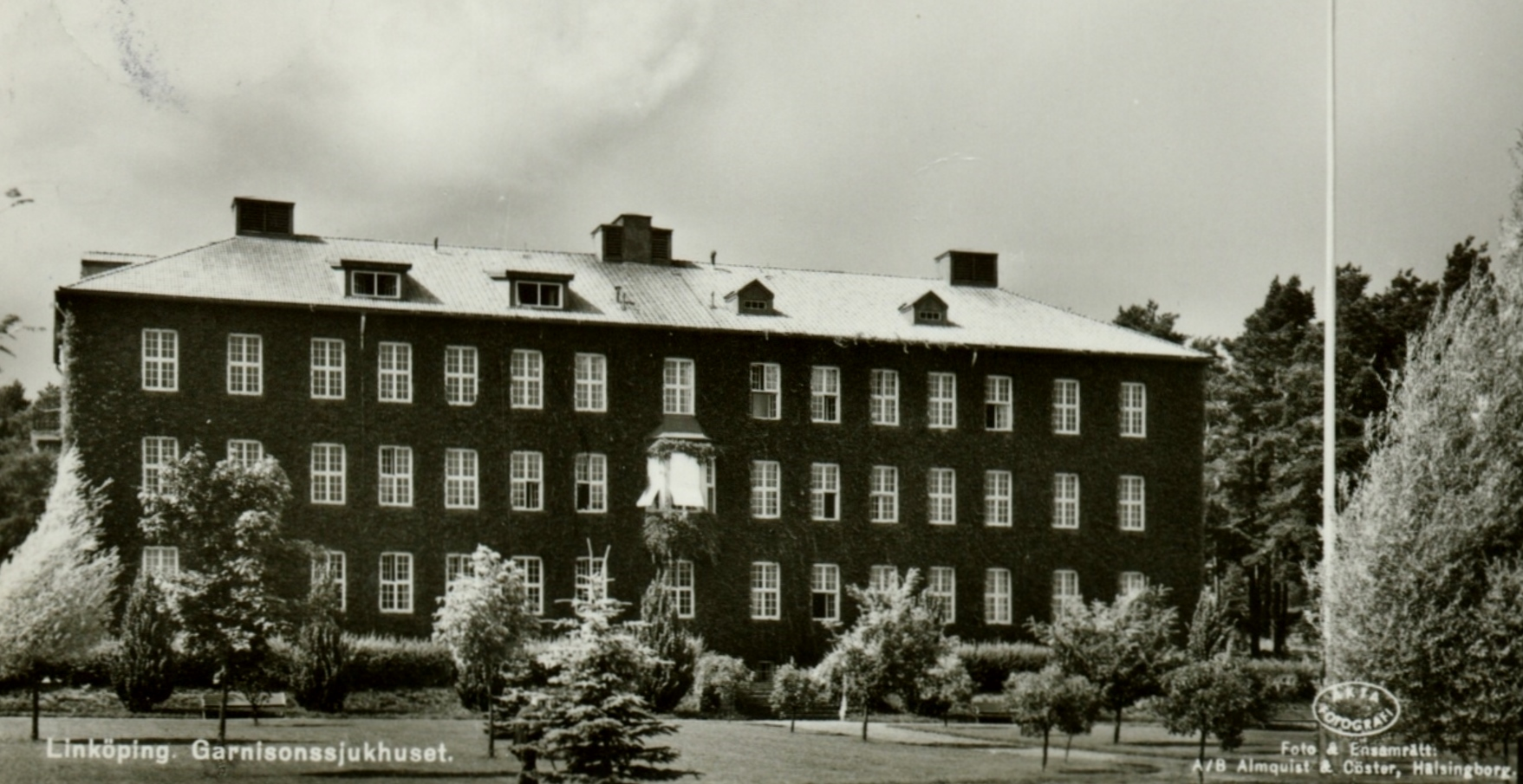
Garnisionssjukhuset

År 1922 uppfördes en byggnad till Garnisonssjukhuset i Linköping. Byggnaden uppfördes med fasadtegel och med samma arkitektoniska yttre som kasernerna för de två Livgrenadjärregementena. Sjukhuset hade ett 90-tal vårdplatser och var uppfört i tre våningar. År 1993 revs byggnaden för att lämna plats åt det som numer utgör södra entrén till Universitetssjukhuset i Linköping.

## Kaserngatan
58°24′15″N 15°36′28″Ö / 58.40417°N 15.60778°Ö

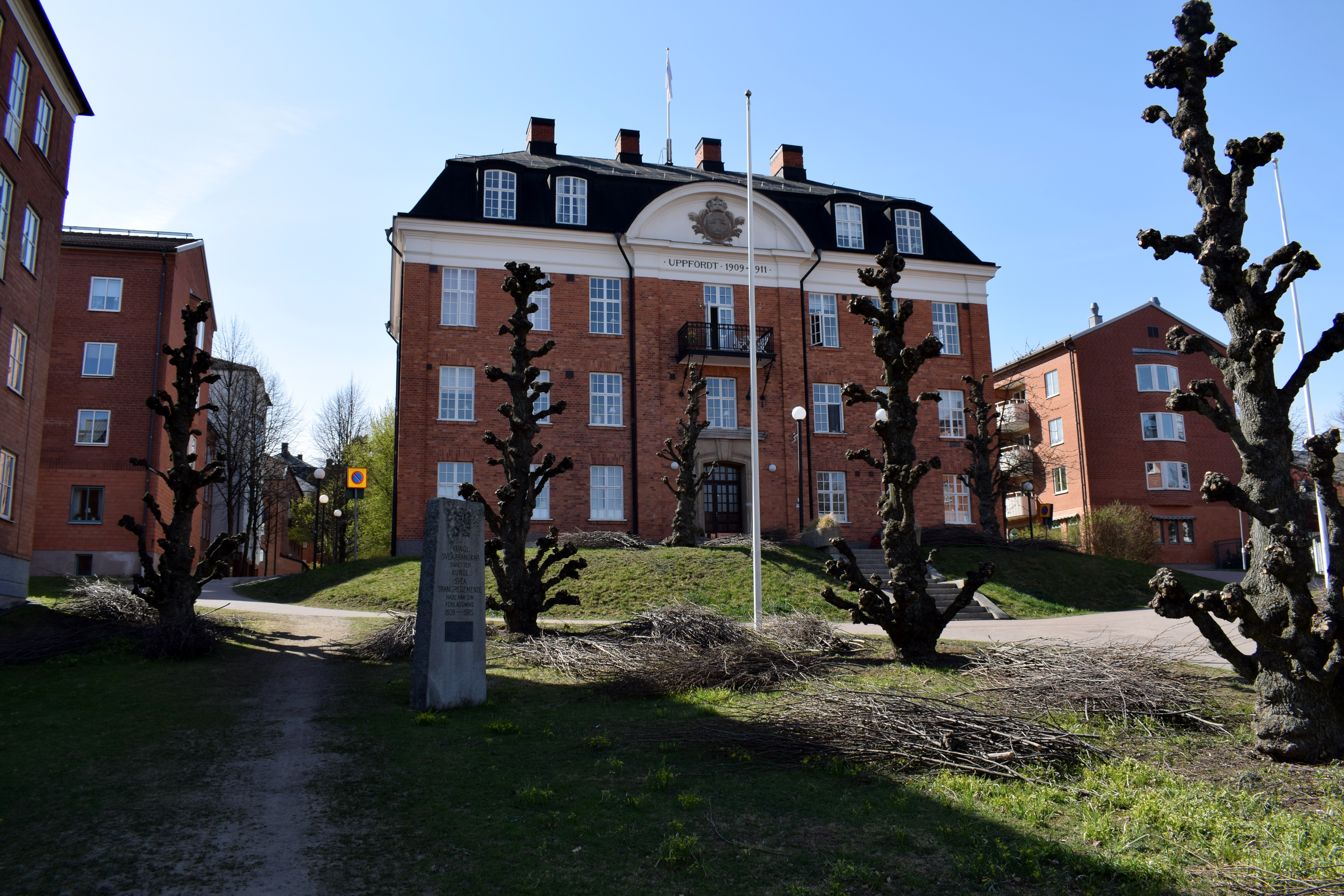
Kanlsihuset vid Kaserngatan

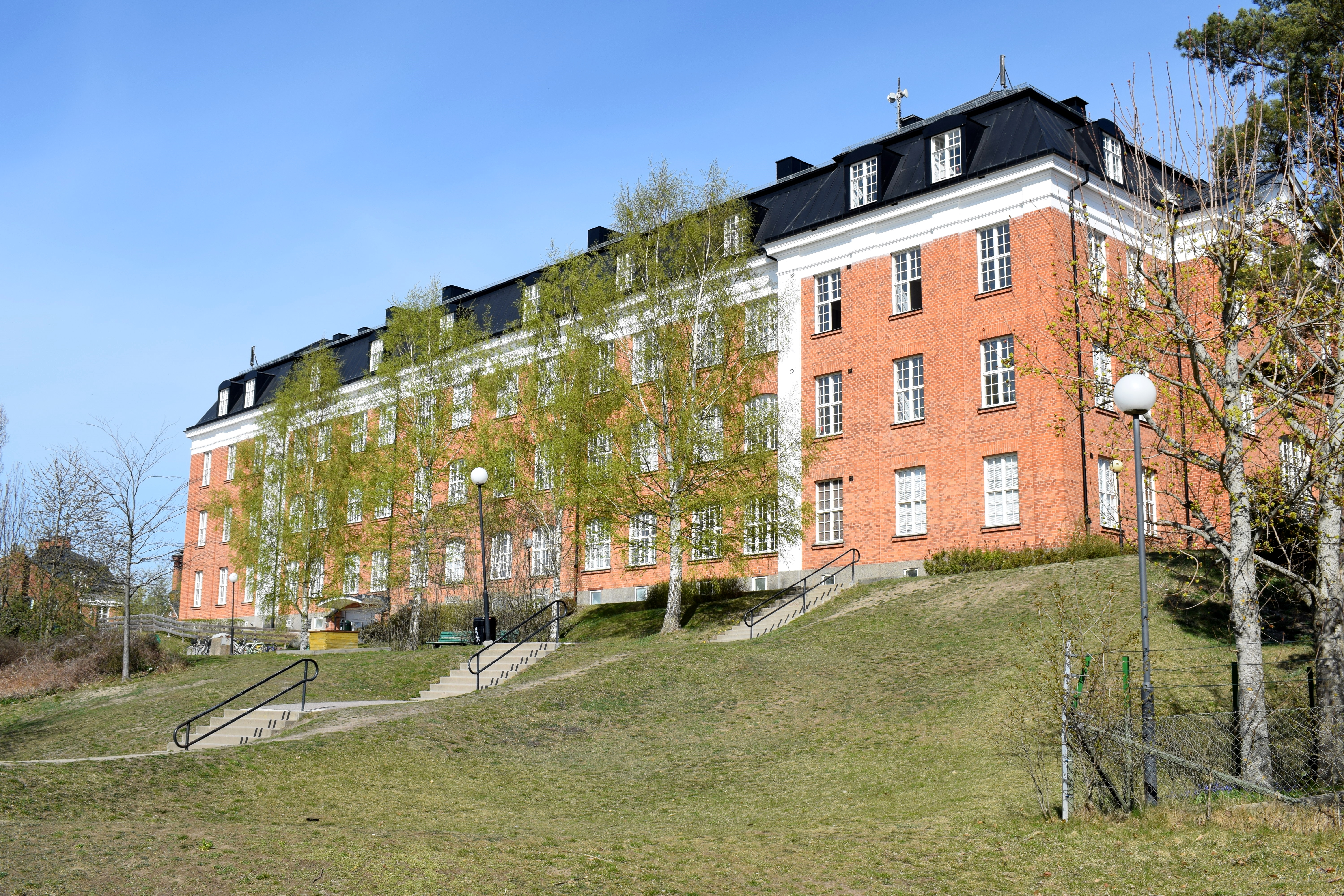
Huvudkasernen vid Kaserngatan

I området mellan Fridtunagatan–Kaserngatan–Djurgårdsgatan uppfördes 1911 ett kasernetablissement för Östgöta trängkår. Byggnaderna uppfördes efter 1901 års härordnings byggprogram efter Fortifikationens typritningar för Trängtrupperna. Totalt uppfördes ett 80-tal byggnader på området. Genom försvarsbeslutet 1925 beslutades bland annat att Östgöta trängkår skulle upplösas och avvecklas, samt att Svea trängkår i Örebro garnison skulle omlokaliseras till trängkasernen i Linköping. År 1942 kom kasernetablissementet att utökas genom att fyra kaserner uppfördes. År 1943 flyttades truppslagsskolan inom Trängtrupperna till Kaserngatan, efter att tidigare varit förlagd på Regementsgatan. Genom försvarsbeslutet 1982 beslutades bland annat försvaret skulle lämna kasernetablissementet på Kaserngatan genom att truppslagsskolan skulle omlokaliseras till Skövde garnison, samt att Svea trängregemente skulle upplösas och uppgå som Svea trängbataljon i Livgrenadjärregementet. Kasernetablissementet på Kaserngatan lämnades och övergick till Linköpings kommun ägor den 1 januari 1986. Området är sedan dess omställt till bland annat bostäder.

## Malmslätt

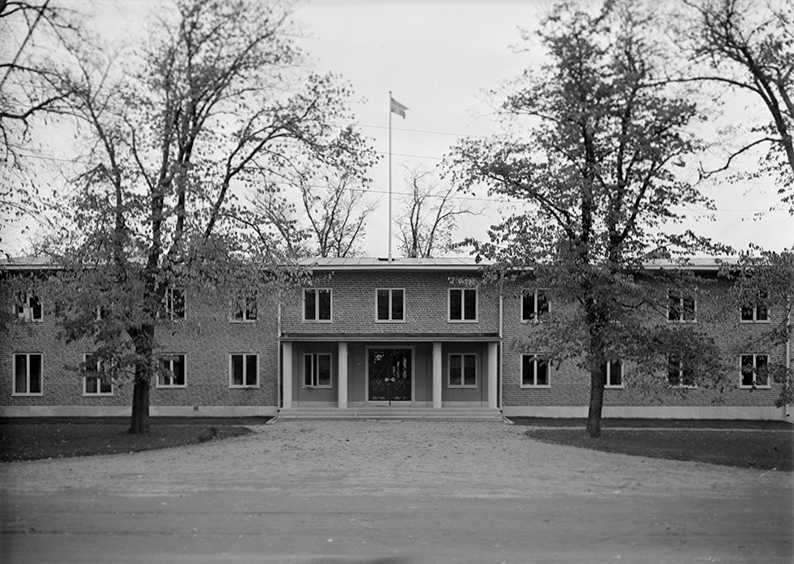
Kanslihuset vid Malmslätt

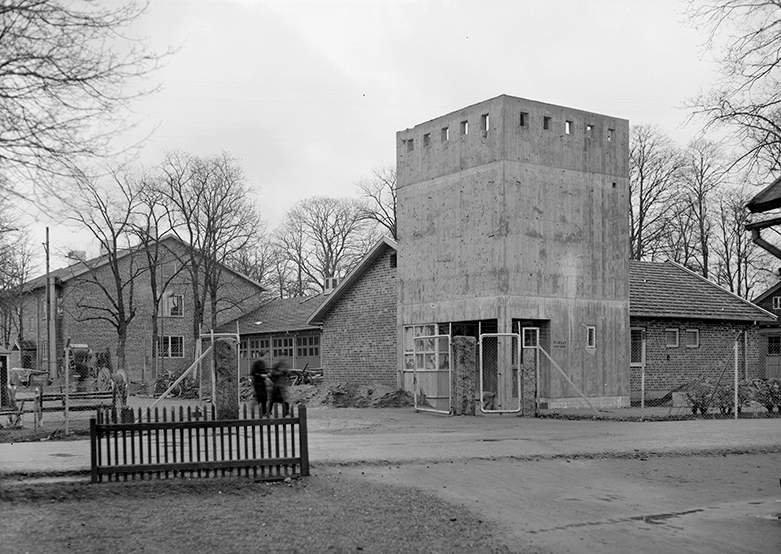
Vaktkasernen under uppförande 1944.

Den militära verksamheten på Malmen har månghundraåriga anor, vilket kan läsas på minnessten utanför vakten: "Östergötlands söner hava å Malmen vapenövats till Sveriges försvar sedan Carl XI:s dagar." Den är därmed en av landets äldsta militära övningsplatser. Förbanden på platsen har genom åren varit många; från Östgöta fotfolk och Östgöta ryttare via Östgöta flygflottilj samt Östgöta arméflygbataljon (AF 2) till Helikopterflottiljen. Många av militärlägrets träbyggnader från senare delen av 1800-talet och dess parkmiljö i den norra delen av området är bevarade och används fortfarande, vilket är unikt för svenska förbandsområden.
Från Flygvapnets tillblivelse 1926 fram till 1974 låg här först Tredje flygkåren, sedermera Östgöta flygflottilj (F 3). Från 1974 kom verksamheten vid flygfältet att verka som ett detachement till i tur och ordning, Bråvalla flygflottilj (F 13), Upplands flygflottilj (F 16) och Blekinge flygflottilj (F 17). Från 2006 verkar både Helikopterflottiljen, Luftstridsskolan, Skaraborgs flygflottilj samt Blekinge flygflottilj med olika verksamheter vid flygfältet.

## Regementsgatan
58°23′48″N 15°36′56″Ö / 58.39667°N 15.61556°Ö

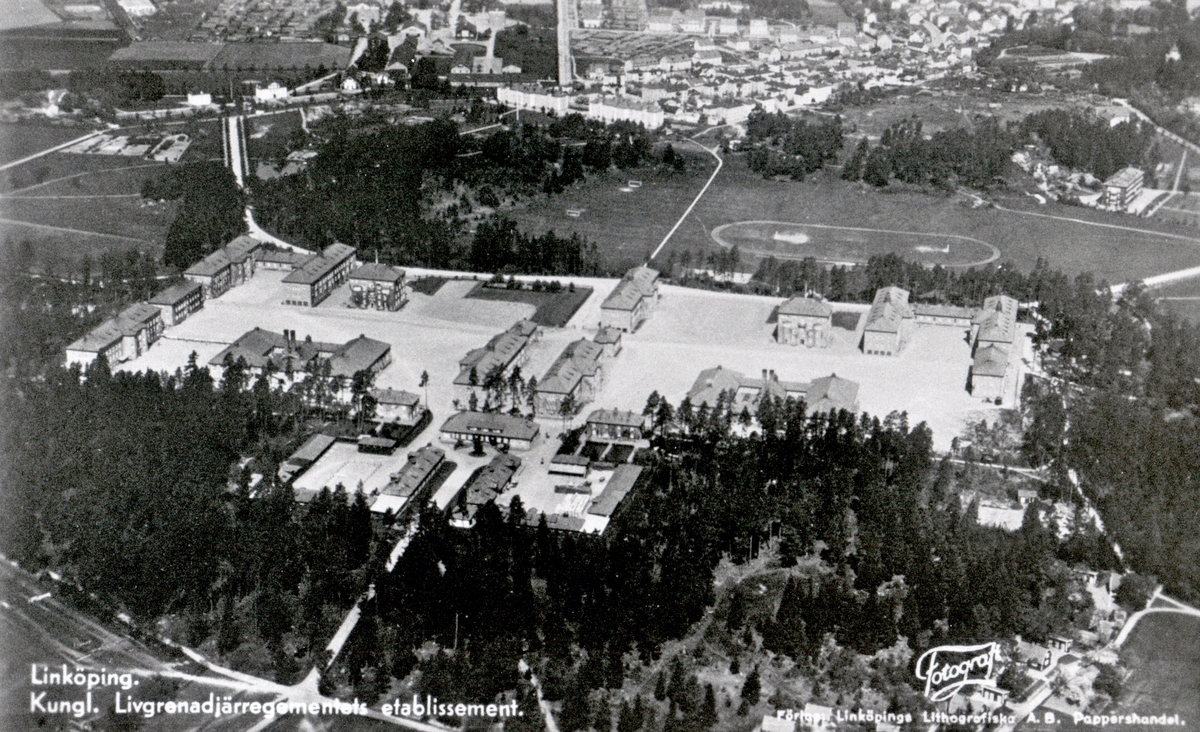
Flygfotot över dubbelkasernområdet. Bilden är tagen i nordlig riktning, och visar i bildens vänstra delen den Östra delen, samt i bildens högra del den Västra delen.

På Regementsgatan (då benämnd Smedstadsvägen) uppfördes 1922 ett så kallat dubbelkasernetablissement för Första livgrenadjärregementet och Andra livgrenadjärregementet. Kasernerna uppfördes efter 1901 års härordnings byggnadsprogram efter Kasernbyggnadsnämndens andra typritningsserie för infanterietablissement. De två kasernområdena åtskildes av en väg och var i stort sett en spegelbild av varandra, med varsin matsal, varsitt förråd, varsitt sjukhus och varsina mässar och så vidare. I oktober 1922 flyttade de två regementena från den gemensamma mötesplatsen vid Malmen. Enligt de ursprungliga intentionerna skulle även en femte och sjätte kasern uppföras för de två kaserngårdarna. Dock lades endast grundmurarna för dessa och de två kaserngårdarna är därmed inte symmetriska. Kasernområdet rymmer även byggnader uppförda från 1940-talet till 1990-talet och år 1995 genomgick militärrestaurangen på östra delen en genomgripande upprustning.

### Västra delen

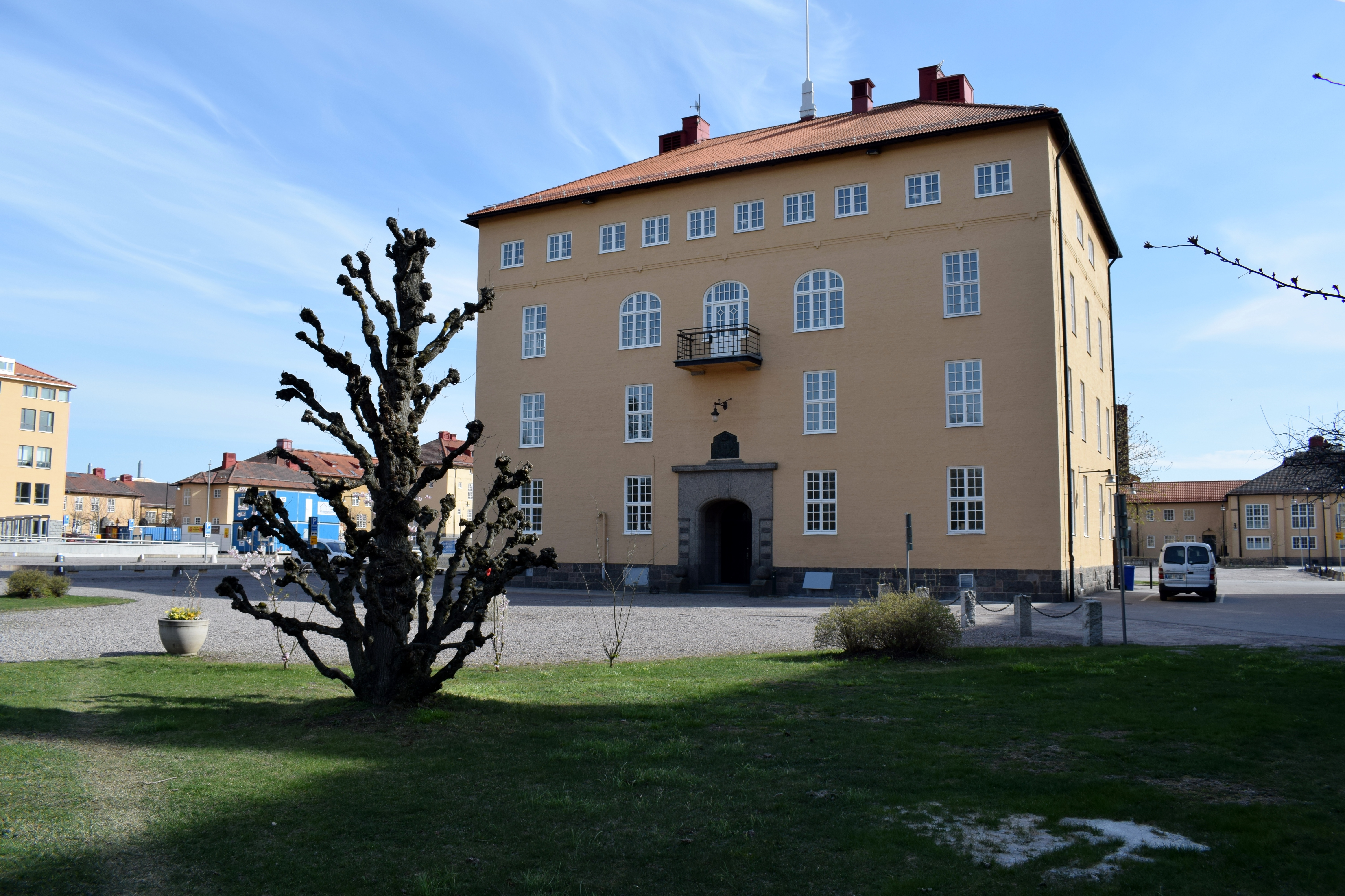
Kanslihuset vid den västra delen.

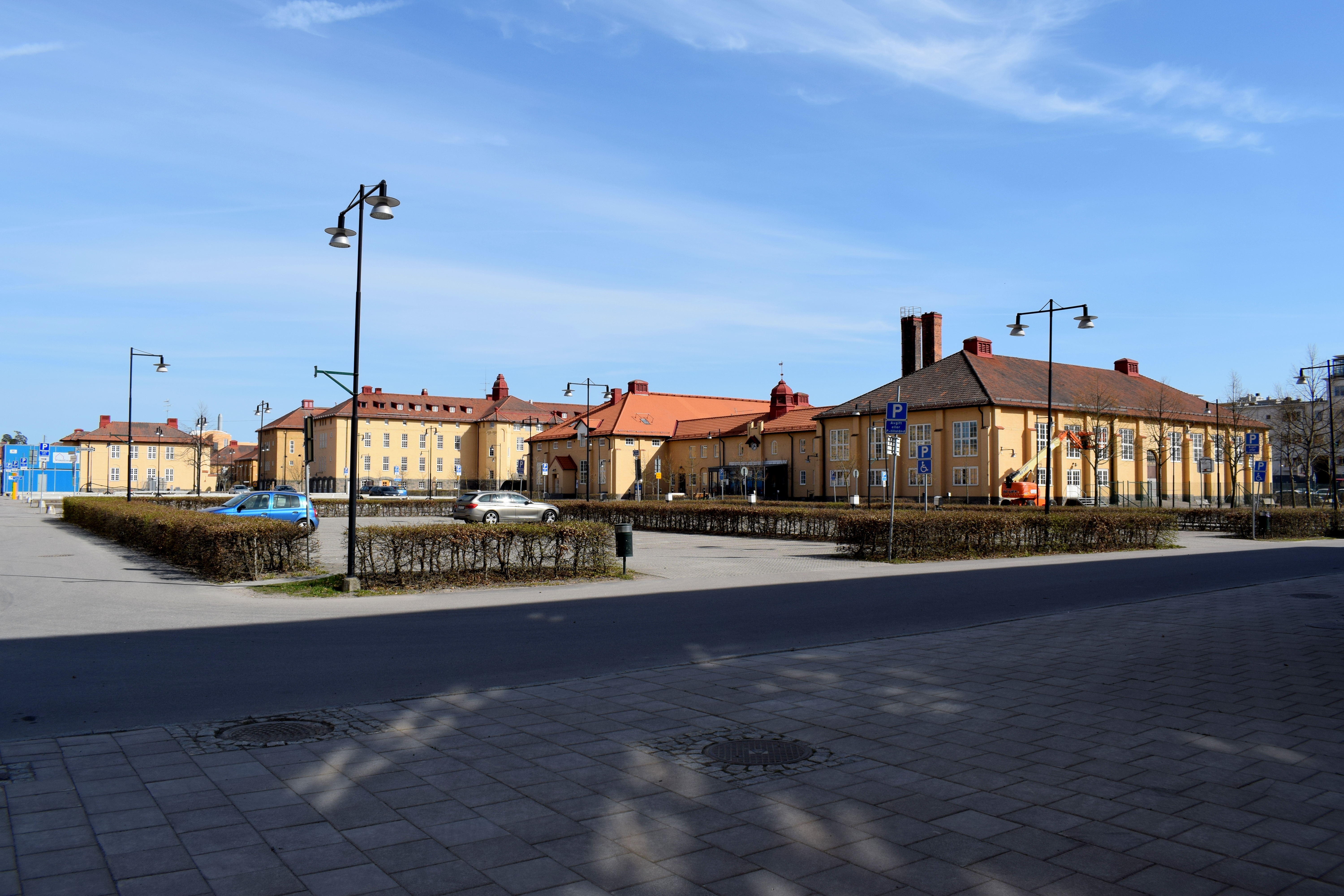
Matsalsbyggnaden vid den västra delen.

På den västra delen av dubbelkasernområdet förlades i oktober 1922 Andra livgrenadjärregementet. När sedan regementet upplöstes 1927 kom staben för det nya Livgrenadjärregementet förläggas till den västra delen, samt en bataljon på östra delen. 
Att Livgrenadjärregementet förlades till Andra livgrenadjärregementet kasernetablissement på västra delen, när det kanske mer naturligt skulle förlagts till östra delen, ska berott på att Livgrenadjärregementets första chef Ludvig Falkman kom från Andra livgrenadjärregementet, samt att han ansett att officersmässen på västra delen var lite finare. I kanslihuset fanns också de två stora portalerna jämte ett antal andra traditionsstenar från 1600-talet inmurade vilka kom från det gamla överstebostället för Östgöta Kavalleriregemente vid Tuna. Andra Livgrenadjärregementet hade också lagt mycket energi på att skapa en trivsam och värdig entré från väster genom att skapa Grenadjärparken och Grenadjärvallen. Det var inte utbyggt på samma sätt kring det östra området.
Hösten 1927 förlades truppslagsskolan Infanteriets officersaspirantskola till den västra delen. Denna verkade där fram till 1940, då den flyttades Karlstads garnison.
Från 1939 var hela regementet lokaliserat till den västra delen. Den västra delen utökades med påbyggnad av en extra våning på tre av kasernerna och 1943 stod de tre påbyggda kasernerna i västra delen färdiga. I februari 1985 tillkom staben för Östergötlands försvarsområde och sommaren samma år tillkom trängbataljonen ur Svea trängregemente. Trängbataljonen, vilken blev en del av Livgrenadjärregementet, förlades till den sydvästra delen av dubbelkasernområdet.

### Östra delen

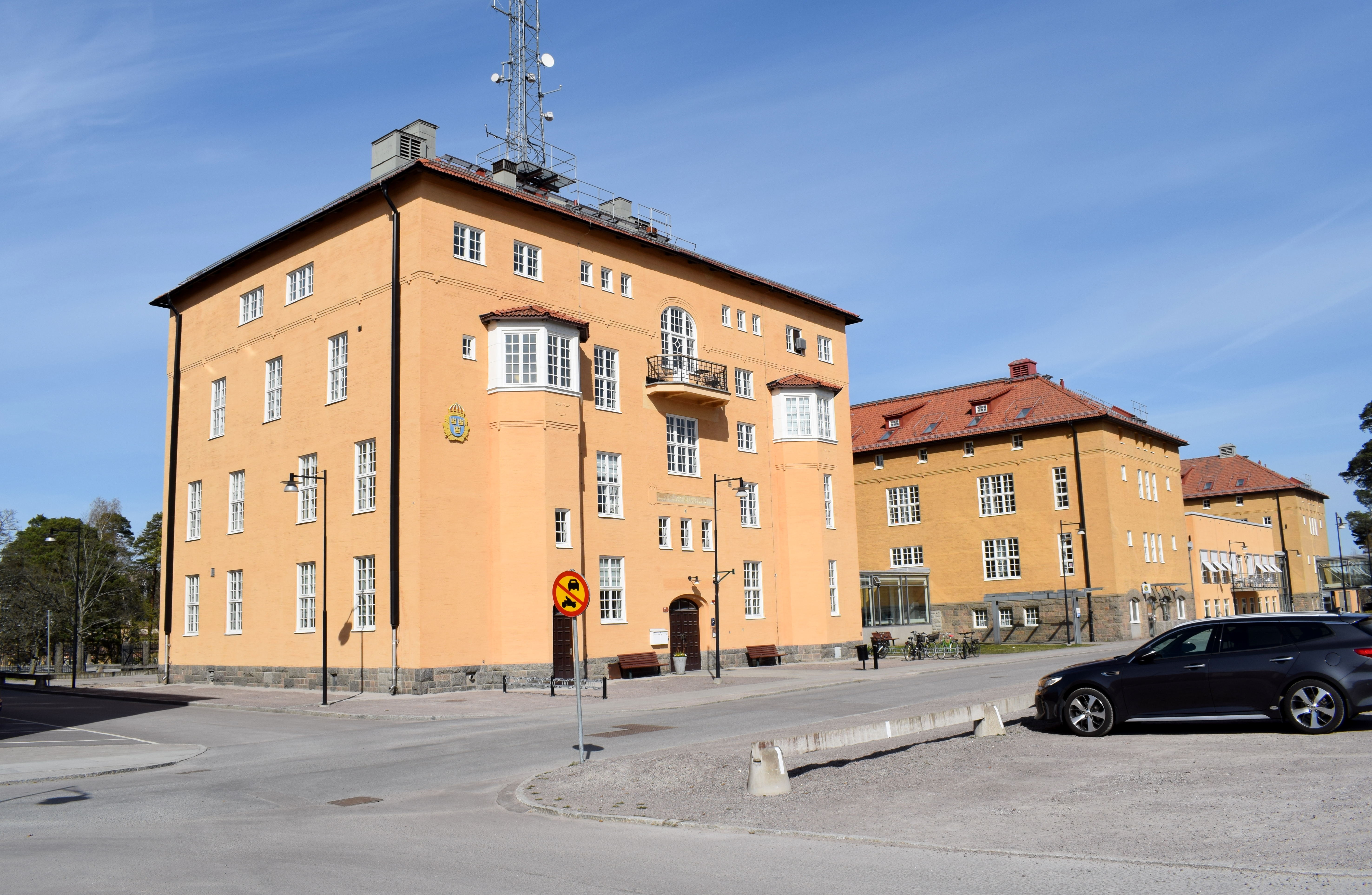
Kanslihuset vid den östra delen.

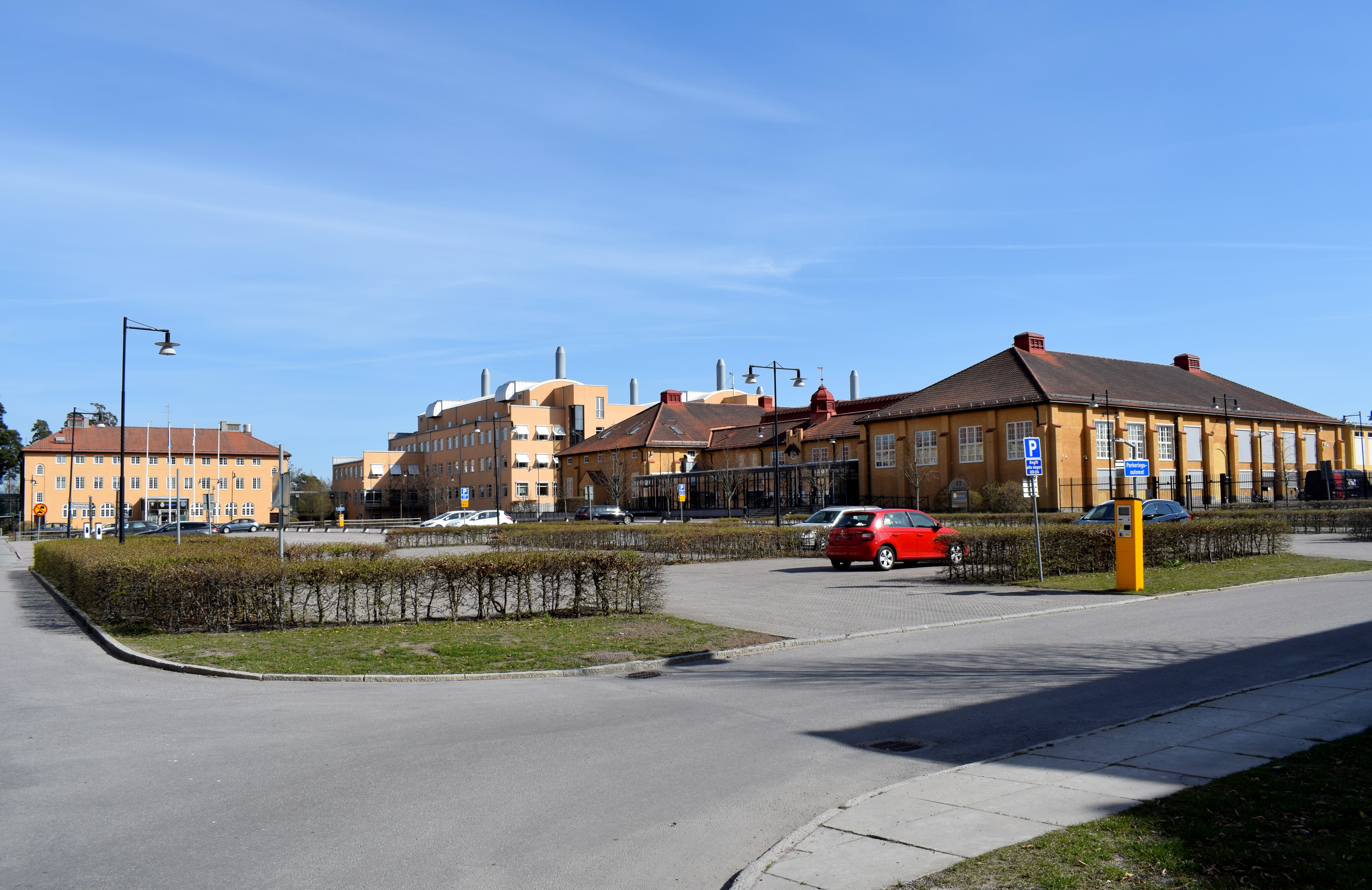
Matsalsbyggnaden vid den östra delen.

På den östra delen av dubbelkasernområdet förlades i oktober 1922 Första livgrenadjärregementet. När regementet upplöstes 1927 kom en bataljon ur det nya Livgrenadjärregementet att 1928 förläggas till den östra delen. Kanslihuset på den östra delen övertogs 1931 av staben för Östra brigaden, som verkade fram till årsskiftet 1937/1938. Hösten 1927 förlades truppslagsskolan Trängtruppernas officersaspirantskola till den östra delen. Denna flyttades 1943 till kasernområdet på Kaserngatan.
År 1938 bildades Östgöta luftvärnsregemente och förlades till den östra delen. Vilket följdes av luftvärnets truppslagsskola. Genom försvarsbeslutet 1958 beslutades att Östgöta luftvärnsregemente skulle upplösas och avvecklas, vilket medförde att luftvärnets truppslagsskola omlokaliserades till Göteborgs garnison. Som kompensation till garnisonen beslutades i försvarsbeslutet att Svea artilleriregemente skulle förläggas till Linköping. Svea artilleriregemente flyttades från Rissne till Linköping våren 1963 och övertog kasernerna på den östra delen.
Åren 1982–1984 renoverades regementets fyra kaserner, vilka kom att döpas till Tre Kronor, Gärdet, Marma och Rissne. Namnen hämtades från Svea artilleriregementes tidigare förläggningar och övningsplatser.
Den 30 juni 1985 upplöstes Svea trängregemente. Istället kom förbandet den 1 juli 1985 att uppgå som Svea trängbataljon i Livgrenadjärregementet. Trängbataljonen grupperades på den sydvästra delen av dubbelkasernområdet, med bataljonsledningen grupperad till expeditionslokaler i det kanslihus som tillhörde Svea artilleriregemente. Bataljonsledningen var grupperad kanslihuset fram till den 31 maj 1990, då de fick nya expeditionslokaler inom Livgrenadjärregementets del av garnisonen.
Den 1 oktober 1990 grupperades 14. arméfördelningens kader temporärt i Svea artilleriregementets kanslihus. Det i avvaktan på permanenta lokaler på Malmen. Den 1 juni 1991 förlades staben till Malmen, där staben blev kvar fram att den upplöstes och utgick den 31 december 1997.
Infanteriets officershögskola kom från den 1 juni 1993 grupperas till Linköping samt i Borensberg. Det då skolan skulle verka i Linköping från den 1 oktober 1993. Skolan övertog kasern Marma, samt det så kallade sammanbindningshuset, båda på Svea artilleriregementets del av dubbelkasernområdet.

## S:t Larsgatan

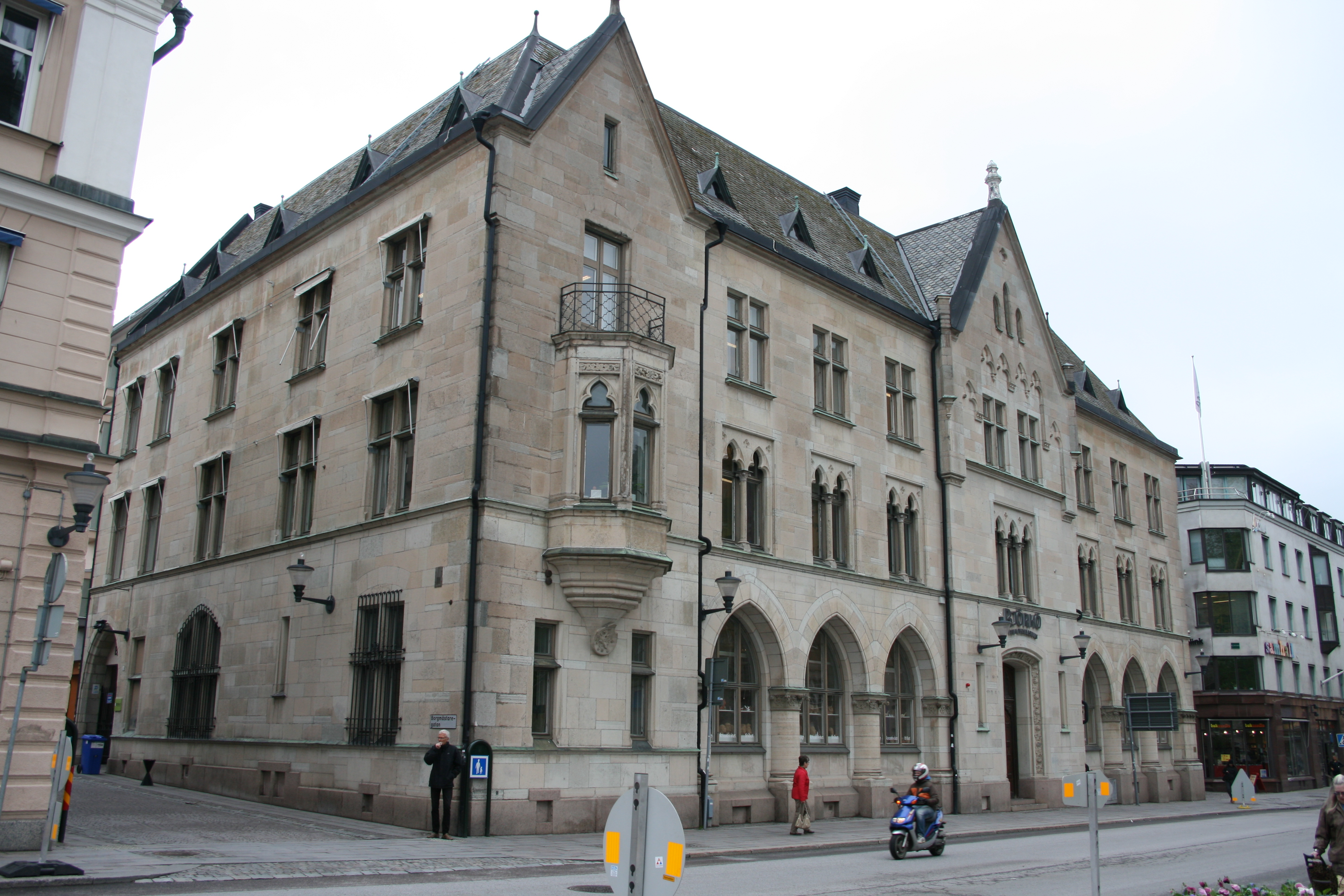
Gamla Riksbankshuset i Linköping

Till det gamla Riksbankshuset på S:t Larsgatan 26 förlades 1894 staben för 2. arméfördelningen, då den omlokaliserades från Eksjö garnison. Genom försvarsbeslutet 1925 upplöstes staben och omorganiserades till Östra brigaden, vilken förlades från 1931 till kanslihuset på den östra delen av dubbelkasernområdet vid Regementsgatan.

## Skyttegatan

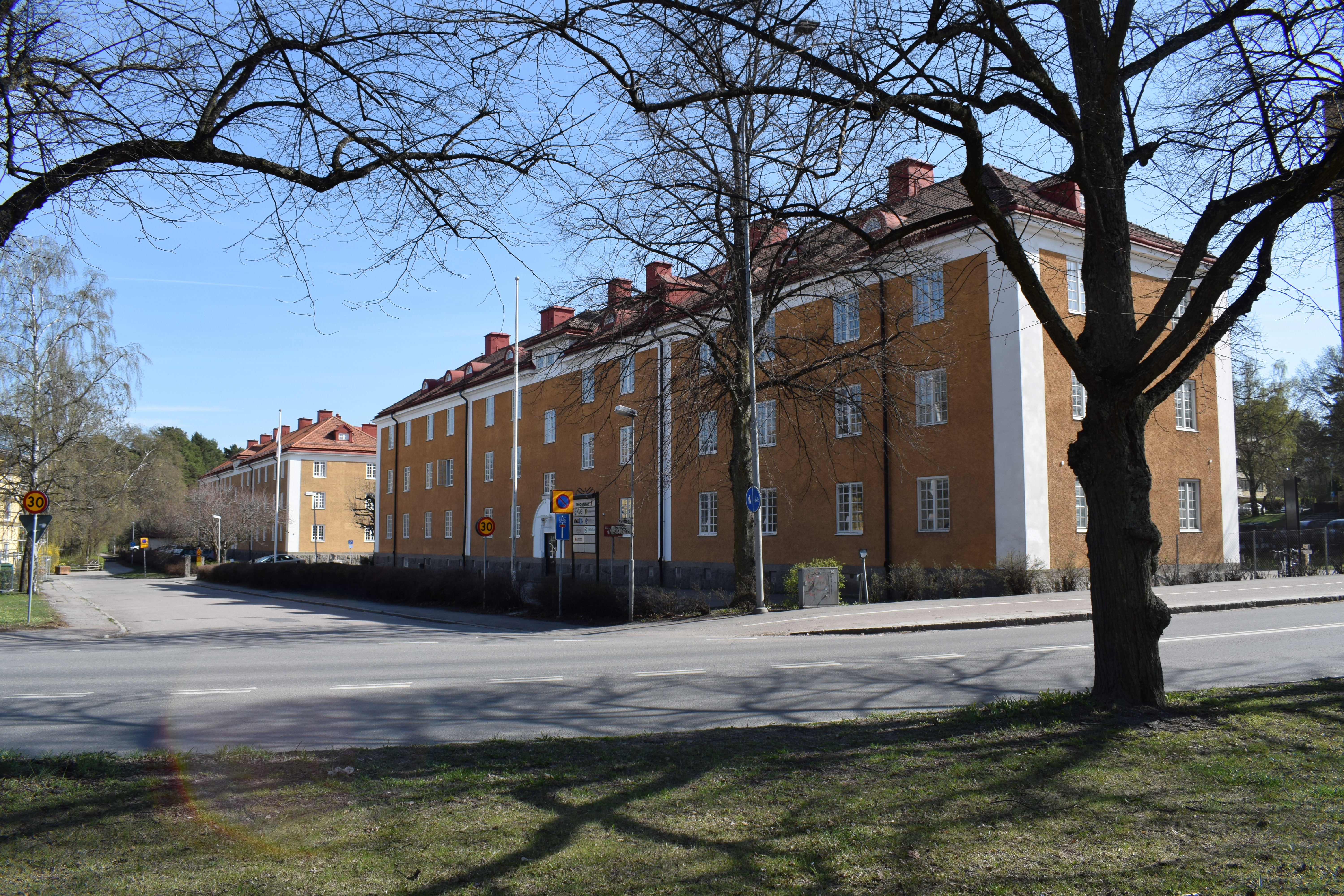
Före detta underofficersbostäder

I samband med att de två regementena skulle flytta in i det nya dubbelkasernområdet, påbörjades 1917 byggnationer av två fastigheter vilka skulle inhysa underofficersbostäder. Från den 1 januari 1960 kom staben för Östergötlands försvarsområde lokaliseras till Skyttegatan 2. Den 1 februari 1985 kom staben samlokaliseras med Livgrenadjärregementet på västra delen av dubbelkasernområdet,  där den förlades till byggnaden bakom matsalsbyggnaden.

## Smedstadsvägen

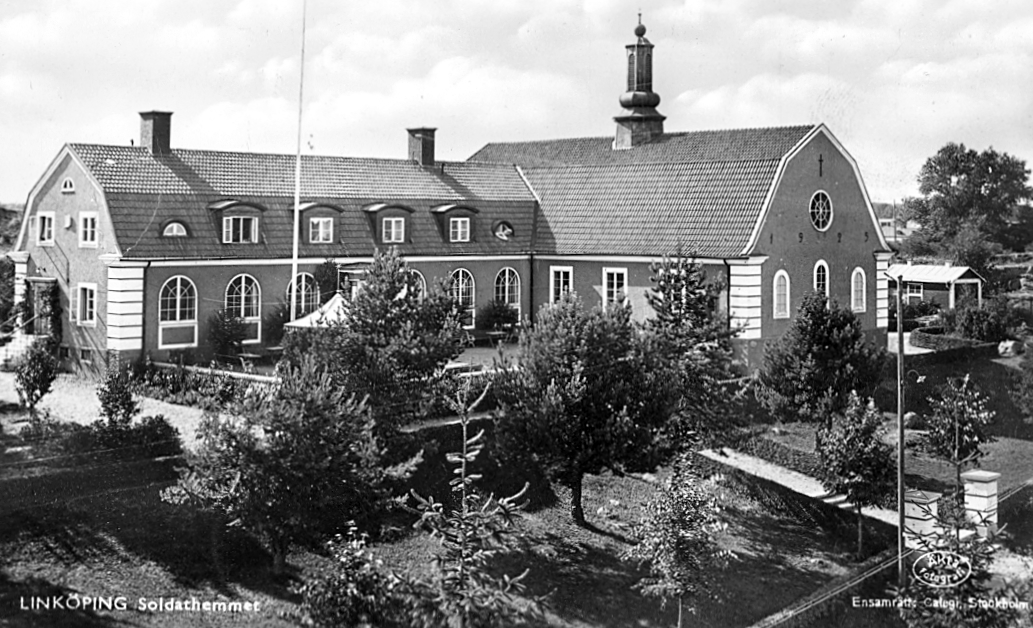
Gamla soldathemmet

År 1925 uppfördes ett soldathem på Smedstadsvägen 10, senare benämnt Gamla soldathemmet. Byggnaden revs 1990.

## Minnesstenar och minnesmärken
| Bild | Minnessten                    | Koordinater                                     | Kort beskrivning |
| ---- | ----------------------------- | ----------------------------------------------- | --- |
|      | Första livgrenadjärregementet | 58°23′55″N 15°36′39″Ö / 58.398675°N 15.610931°Ö | Minnessten över Första livgrenadjärregementet i Linköping, även känd som Banérstenen. Stenen restes av befäl och trupp 1891 i Malmslätt i samband med regementets 250-årsjubileum och blev 1925 flyttad till östra uppfartsvägen till dåvarande I 4 (sedermera Lv 2, A 1) från Ekkällan. 1938 flyttades den till västra kasernområdet öster om kanslihuset. 1949 flyttades den till sin nuvarande plats. |
|      | Andra livgrenadjärregementet  | 58°23′55″N 15°36′39″Ö / 58.398675°N 15.610931°Ö | Minnessten över Andra livgrenadjärregementet i Linköping. Stenen restes ursprungligen i Malmslätt och blev 1922 flyttad till sin nuvarande plats. |
|      | Andra livgrenadjärregementet  | 58°24′31″N 15°31′05″Ö / 58.408662°N 15.517952°Ö | Minnessten på Malmen med texten För Fädernelandets försvar vapenövades på Malmen Östgöta ryttare och Kungl. Andra livgrenadjärregementet åren 1680–1922. |
|      | Livgrenadjärregementet        | 58°23′51″N 15°36′44″Ö / 58.397582°N 15.612248°Ö | Minnessten över Livgrenadjärregementet och dess förläggning i Linköping med texten Kungl. Livgrenadjärregementet. På denna plats utbildades livgrenadjärer 1922 till 1997. Stenen är rest intill regementets kanslihus. |
|      | Svea artilleriregemente       | 58°23′51″N 15°37′03″Ö / 58.397473°N 15.617446°Ö | Minnessten över Svea artilleriregemente och dess förläggning i Linköping med texten Kungl. Svea artilleriregemente 1794–1997 i Linköping 1963–1997. Stenen är placerad framför regementets kanslihus i Linköping. |
|      | Svea trängkår                 | 58°24′17″N 15°36′38″Ö / 58.404639°N 15.610545°Ö | Minnessten över Svea trängkårs förläggning vid Kaserngatan i Linköping åren 1928–1985. Stenen är en av totalt tre som rests till minne över Svea trängkår. De två andra finns i Stockholm, den så kallade Mariebergsstenen, samt en minnessten vid kårens före detta kasernetablissement i Örebro. |
|      | Östgöta luftvärnsregemente    | 58°23′51″N 15°37′03″Ö / 58.397473°N 15.617446°Ö | Minnessten över Östgöta luftvärnsregemente och dess förläggning i Linköping med texten Kungl. Östgöta luftvärnsregemente 1939–1962. Stenen är rest av Östgöta luftvärnsregementes kamratförening framför regementets kanslihus i Linköping. |
|      | Östgöta trängkår              | 58°24′17″N 15°36′38″Ö / 58.404639°N 15.610545°Ö | Minnessten över Östgöta trängkårs förläggning vid Kaserngatan i Linköping åren 1911–1927. Minnesstenen restes 1949 av Östgöta trängkårs officersförening. |